# Johnius
Johnius ist eine vorwiegend in den Tropen lebende Fischgattung aus der zu den Barschverwandten gehörenden Familie der Umberfische (Sciaenidae). Der wissenschaftliche Name der Gattung stammt vom Ichthyologen Marcus Élieser Bloch in Anerkennung der Leistungen des deutschen Missionars und Naturforschers Christoph Samuel John. Eine Reihe von Arten sind wichtige Speisefische.

## Merkmale
Die Schwimmblase von Johnius-Fischen ist hammerförmig mit zahlreichen Anhängseln. Ein Ast des ersten davon dringt bis in den Kopf vor und ist unter dem Kiemendeckel sichtbar. Die Sagitta weist Sulcus mit schiefem Kopf und kegelförmig vertieftem Schwanz auf.

## Systematik
Innerhalb der Gattung werden zwei Untergattungen unterschieden, bei Johnius (Johnieops) ist die innere Zahnreihe des Unterkiefers vergrößert.
Der Gattung werden derzeit 34 Arten zugerechnet:
- Johnius amblycephalus
- Johnius australis
- Johnius belangerii
- Johnius borneensis
- Johnius cantori
- Johnius carouna
- Johnius carutta
- Johnius coitor
- Johnius distinctus
- Johnius dorsalis
- Johnius dussumieri
- Johnius elongatus
- Johnius fasciatus
- Johnius fuscolineatus
- Johnius gangeticus
- Johnius glaucus
- Johnius goldmani
- Johnius grypotus
- Johnius heterolepis
- Johnius hypostoma
- Johnius laevis
- Johnius latifrons
- Johnius macropterus
- Johnius macrorhynus
- Johnius mannarensis
- Johnius novaeguineae
- Johnius novaehollandiae
- Johnius pacificus
- Johnius philippinus
- Johnius plagiostoma
- Johnius taiwanensis Chao et al., 2019
- Johnius trachycephalus
- Johnius trewavasae
- Johnius weberi